# BMW E28
BMW E28 — автомобиль, который пришёл на смену кузову E12. E28 имел больше вариантов двигателя, небольшие внешние отличия в дизайне. Е28 впервые появился в июне 1981 года с четырьмя вариантами двигателя, включая первый в истории фирмы дизельный двигатель.
Модели E28 появились в 1985 году в лице модели M535i, получившей двигатель 6-7 серий, спортивную подвеску BMW Motorsport и сиденья Recaro, а также модели отдельная спортивная модель BMW 5 E28, полностью выпускавшейся отделением BMW Motorsport и получившей сверх того спортивный двигатель S38 с двумя распредвалами, 24 клапанами, мощностью 286 л.с. и модифицированную тормозную систему-M5.

## Модели

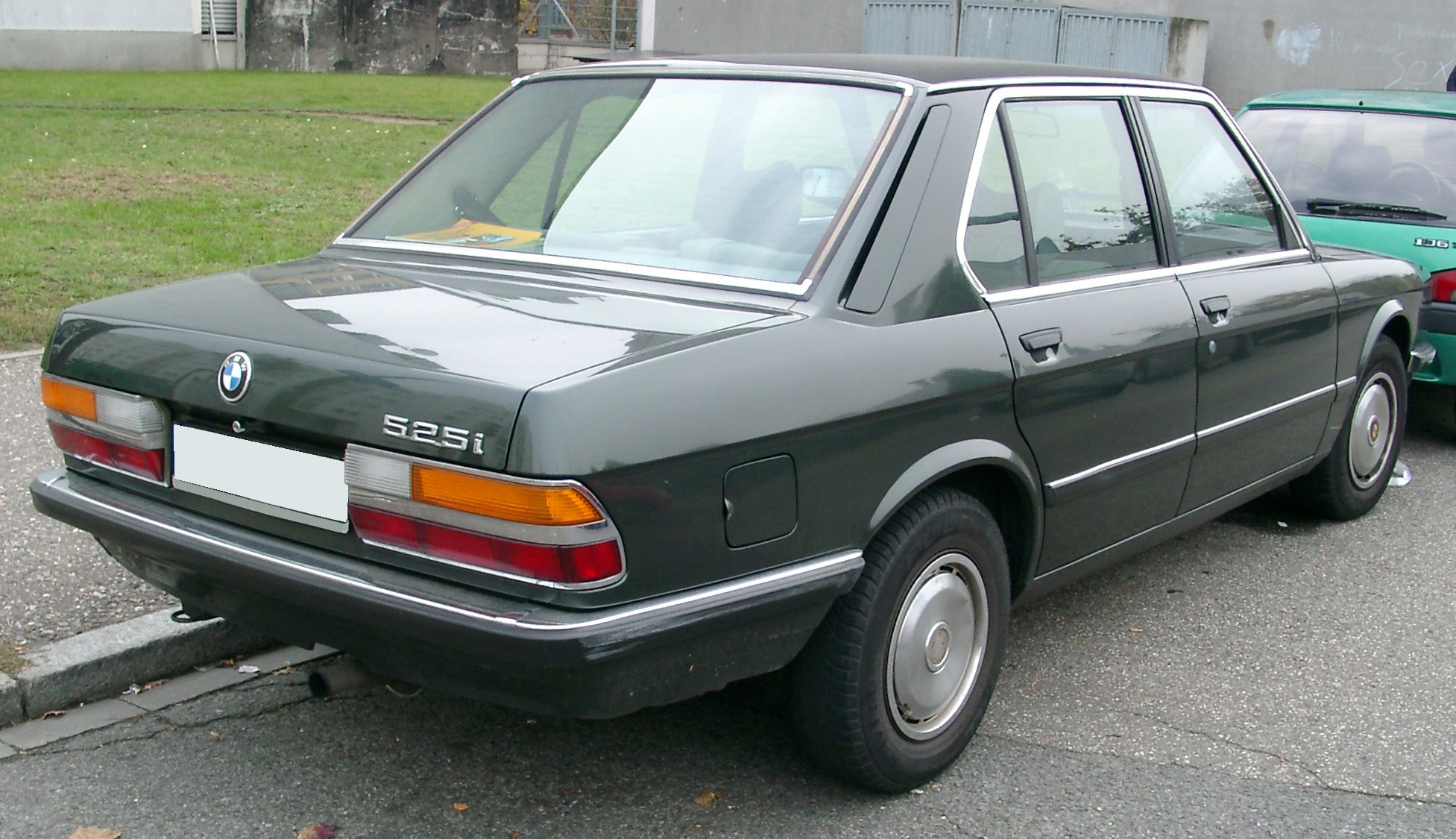
BMW E28

| Модель   | Рабочий объём (см³) | Макс. мощность (кВт (л. с.) / мин−1) | Макс. крутящий момент (Н·м / мин−1) | Годы продаж | Двигатель | Система питания       | Вес (кг) | Время разгона 0-100 | Макс. скорость (км/ч) |
| -------- | ------------------- | ------------------------------------ | ----------------------------------- | ----------- | --------- | --------------------- | -------- | ------------------- | --------------------- |
| 518      | 1766                | 66 (90)/5500                         | 140/4000                            | 82-85       | M10       | карбюратор Solex      | 1150     | 14                  | 164                   |
| 518i     | 1766                | 77 (105)/5800                        | 145/4500                            | 84-87       | M10B18    | L-Jetronic            | 1160     | 12,6                | 175                   |
| 520i     | 1990                | 95 (129)/6000                        | 174/4000                            | 82-87       | M20B20    | K/L-Jetronic/Motronic | 1260     | 11,4                | 190                   |
| 524d     | 2443                | 63 (86)/4600                         | 152/2500                            | 86-87       | M21       | Дизель                | 1330     | 18,1                | 164                   |
| 524td    | 2443                | 85 (115)/4800                        | 210/2400                            | 83-87       | M21       | Турбодизель           | 1355     | 12,9                | 181                   |
| 525e     | 2693                | 95 (129)/4250                        | 240/3250                            | 85-87       | M20B27    | M1.0-Basic            | 1300     | 10,7                | 197                   |
| 525i     | 2494                | 110 (150)/5500                       | 215/4000                            | 82-87       | M30B25    | L-Jetronic            | 1310     | 9,7                 | 202                   |
| 528i     | 2788                | 135 (184)/5800                       | 240/4200                            | 82-87       | M30B28    | L-Jetronic            | 1340     | 8,4                 | 216                   |
| 535i     | 3430                | 160 (218)/5500                       | 310/4000                            | 85-87       | M30B34    | M1.0-Adaptive         | 1370     | 7,2                 | 230                   |
| M535i    | 3430                | 160 (218)/5500                       | 310/4000                            | 85-87       | M30B34    | M1.0-Adaptive         | 1390     | 7,2                 | 230                   |
| M5       | 3453                | 210 (286)/6500                       | 340/4500                            | 86-88       | M88/3     | ML Jetronic           | 1400     | 6,2                 | 286                   |
| M5 (USA) | 3453                | 188 (256)/6500                       | 330/4500                            | 86-88       | S38B35    | ML Jetronic           | 1400     | 6,5                 | 265                   |

## Комплектации

BMW E28

ABS с начала производства устанавливалась в качестве опции на 524td/525i/528i. С 1985 года ABS — стандарт на моделях 535i/M535i/M5 и как опция доступна на всех моделях.
Также на моделях 535i/M535i/M5 стандартно устанавливался самоблокирующийся дифференциал с дисковой блокировкой и КБ порядка 1,65 (25 %).
На всех моделях старше 518, стандартно имеется гидроусилитель руля, более совершенная система поддержания заданной температуры салона и электропривод боковых зеркал.
Большинство моделей оснащалось 5-ступенчатой механической коробкой передач. 3-ступенчатая в начале выпуска, позднее — 4-ступенчатая автоматическая коробка, как опция, ставилась почти на все модели. Приведённые выше данные соответствуют ручной коробке (для автоматической время разгона до 100 км/ч несколько хуже). Передние тормоза на моделях 518/518i/520i/524d/524td — дисковые, задние — барабанные. На старших моделях спереди ставились вентилируемые диски, сзади — обычные диски.
Модели 535i и M535i различаются подвеской и салоном. На первых — стандартные E28, на вторых — Motorsport. Модель M535i легко узнать по внешней отделке от отделения BMW Motorsport — аэродинамическому «обвесу».
В 1981 году в Западной Германии BMW 525i (150 л. с.) стоила 29 000 DM.
В 1987 году в Западной Германии цена на BMW 520i (с катализатором, 129 л. с.)составила 33 950 DM.

## M5
Версия M5 была представлена в феврале 1985 в Амстердаме. Машина была построена на шасси модели 535i с модифицированным двигателем от M1. Мощность двигателя M88 подняли с 277 л.с. до 286 л.с. (210 кВт). Машины для Северной Америки имели двигатель мощностью 256 л.с. (188 кВт).
BMW M5 выпускалась в четырёх спецификациях: с правым рулём (RHD) UK-spec, SA-spec и левым расположением руля (LHD) Euro-spec, US-spec. Первые 27 машин имели VIN начинающийся с WBA, как на обычных Е28. Все последующие уже имели VIN начинавшийся с WBS, который имеет все машины выпущенные отделением Motorsport.
На все машины устанавливалась пятиступенчатая механическая КПП Getrag 280/5 и дифференциал на задней оси с максимальным трением 25 %. Ходовая часть была полностью модернизирована. были установлены укороченные винтовые пружины переменной жесткости (кроме US-spec), а также специально разработанные амортизаторы фирмы Bilstein. Машина обзавелась новыми стабилизаторами поперечной устойчивости 25 мм спереди и 18 мм сзади. Тормозная система также была серьёзно переработана. На всех колёсах были установлены дисковые 4-поршневые механизмы Brembo и система ABS. Первоначально на машины для европейского рынка устанавливали колёсные диски Metric Sized Wheels размерностью 220/55VR390. Машины для Северной Америки и ЮАР, а также для Европы после марта 1986 комплектовались колёсными дисками Cross Spoke Alloy Wheels размерностью 225.5VR16 7.5J, обутыми в резину Pirelli P700S.
Выпуск был налажен на заводе в Гархинге, а также в ЮАР из готовых машинокомплектов. Всего было выпущено 2241 машина (для Европы 588 с левым расположением руля, 187 с правым; 1370 для Северной Америки и 96 в ЮАР).

## Alpina B10

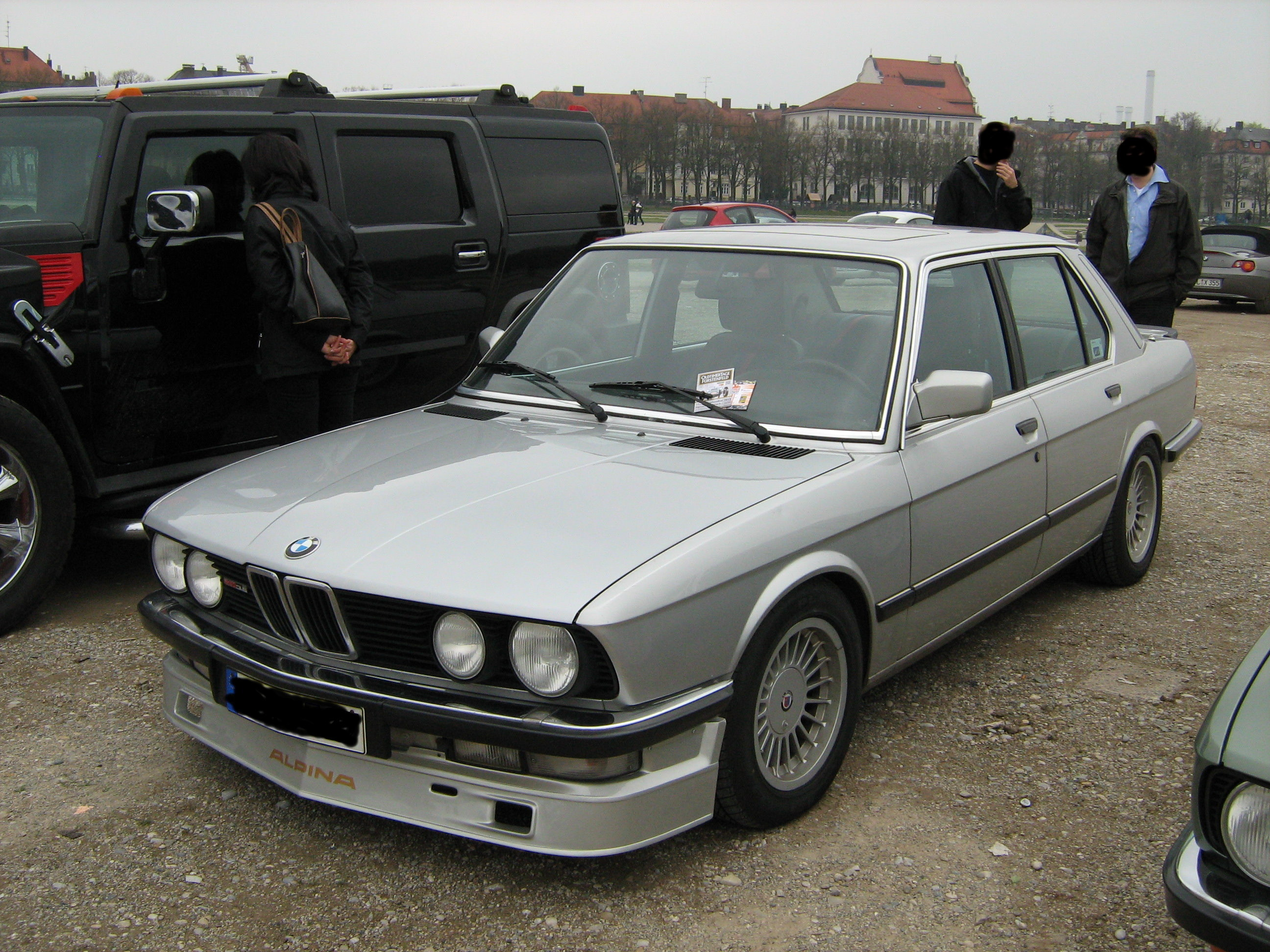
Alpina B10 3.5

Обозначение B10 предназначалось для нескольких легковых моделей, построенных в малых сериях, с 1985 по 2003 г. немецким автопроизводителем Alpina в классе высшего среднего и представительского класса. Все автомобили были основаны на моделях BMW 5-й и 6-й сериях того времени и, как это принято у Alpina, получили собственный обозначение модели.
В 1985 году Alpina выпустила B10 3.5 на базе BMW 535i (E28) и B10 3.5 Coupé на базе BMW 635 CSi (E24). B10 3.5 Coupe был единственной версией B10, которая не была основана на BMW 5-й серии.
Шестицилиндровый двигатель объёмом 3,5 литра был переработан, в результате чего, мощность увеличилась с 136 кВт до 192 кВт. Всего было выпущено 77 единиц B10 3.5 и 44 единицы B10 3.5 Coupé. Запланированная версия-преемник B10 3.5 Coupé с катализатором так и не была построена.
| модель                           | B10 3,5                                             | B10 3.5 купе                                        |
| -------------------------------- | --------------------------------------------------- | --------------------------------------------------- |
| Платформа                        | BMW 535i E28                                        | BMW 635 CSi E24                                     |
| Объем двигателя                  | 3430 куб.                                           | 3430 куб.                                           |
| Количество цилиндров             | 6                                                   | 6                                                   |
| макс. мощность                   | 192 кВт (261 л. с.) при 5700 об/мин.                | 192 кВт (261 л. с.) при 5700 об/мин.                |
| макс. крутящий момент            | 346 Нм при 4000                                     | 346 Нм при 4000                                     |
| коробка передач                  | 5-ступенчатая механическая, 4-х ступенчатый автомат | 5-ступенчатая механическая, 4-х ступенчатый автомат |
| Разгон, 0-100 км / ч             | 6,4 с                                               | 6,4 с                                               |
| Максимальная скорость            | 250 км / ч (245 км / ч)                             | 250 км / ч (245 км / ч)                             |
| Количество произведенных моделей | 77                                                  | 44                                                  |